# Mangog
Mangog è un personaggio immaginario creato da Stan Lee e Jack Kirby per la casa editrice Marvel Comics e debuttando in Thor (Vol. 1) #154.
Inizialmente un personaggio che doveva comparire solo una volta, ebbe talmente successo che venne riutilizzato successivamente seppur da autori differenti.

## Storia
Mangog è un essere che incarna l'odio e trae la sua forza e la sua esistenza dalle anime vendicative di miliardi di individui appartenenti a una misteriosa razza aliena che fu sconfitta in passato da Odino, il signore di Asgard. Ultimo rimasto della sua razza e imprigionato nei sotterranei di Asgard, Mangog fu liberato da Ulik il troll, che ha notato un avvertimento sulla porta della prigione di non rilasciarlo ma lo fece comunque, sperando che sarebbe diventato un prezioso alleato nella sua lotta contro Asgard. Dopo essere stato liberato, Mangog si rivolta contro Ulik e si dirige verso Asgard, sconfiggendo facilmente i giganti e i guerrieri asgardiani che provano ad ostacolarlo, intenzionato a usare la spada di Odino per distruggere il mondo. Thor e i tre guerrieri (Fandral, Volstagg e Hogun) combattono Mangog in una dura battaglia e alla fine Mangog fu sconfitto quando Odino riportò in vita gli esseri le cui anime davano forza a Mangog, causando la sua sparizione nel nulla.
Successivamente, Mangog fu riportato in vita da Loki, ma fu sconfitto quando Thor lo separò dalla sua fonte di energia, riducendolo alle dimensioni di un ratto. Mangog fu poi aiutato dal mago Igron e assunse le sembianze di Odino per prendere in segreto la forza vitale degli asgardiani, indebolendoli, e pianifica di prendere la spada di Odino. Dopo una lotta con Thor, Mangog fu sconfitto con la liberazione del vero Odino.
Mangog non apparve fino alla seconda serie di The Mighty Thor, scritta da Dan Jurgens e disegnata da John Romita Jr., dove si allea con Thanos (successivamente rivelato essere in realtà un potente clone del vero Thanos in Infinity Abyss), intenzionato ad usare la Pietra dell'Illuminazione e le lacrime di Tarene per distruggere la galassia. Durante la loro ricerca, il clone di Thanos e Mangog seminarono morte e distruzione sul pianeta Rigel-3, uccidendo milioni di rigeliani. Mangog fu alla fine sconfitto da Thor quando questi ha messo il martello Mjolnir dentro la bocca del mostro per poi sparare un raggio di Anti-Forza all'interno. Thor poi sconfisse il clone di Thanos grazie a una speciale armatura benedetta dalla Forza di Odino (Odin-Force). Mangog ricomparve nella saga di Ragnarok, dove viene rapidamente disintegrato da Thor potenziato dalla Forza di Odino e dalla Saggezza delle Rune.
Mangog ritorna sulle pagine della mini-serie di Thunderstrike dove viene accidentalmente riportato in vita da un generatore mistico usato dal folle Adam Mann. Quando Thor chiede come ha fatto a risorgere, Mangog risponde che l'odio può essere placato ma mai distrutto. Viene sconfitto dal giovane Thunderstrike che lo lancia nel cuore di una stella lontana.
In The Mighty Thor di Jason Aaron, durante uno scontro tra Thor (Jane Foster) e le divinità dell'impero Shi'ar, questi ultimi decisero di scatenare l'entità del Giudizio Finale. L'entità si rivela essere Mangog, la cui furia è detta di essere invincibile. Dopo che il mostro ha sconfitto il War Thor (Volstagg) e seminato distruzione ad Asgard, Jane riesce a battere Mangog legandolo con Gleipnir, la catena usata per imprigionare il lupo Fenris, e attaccandola a Mjolnir per poi lanciare il martello e Mangog verso il sole che tuttavia sopravvive senza nessun graffio.
Attualmente Mangog è stato confinato in un'altra dimensione da Odino.

## Poteri e abilità
Mangog trae la propria devastante forza e resistenza dall'odio di miliardi di esseri, rendendole molto superiori a quelle di Thor e del Distruttore, ed ha l'abilità di usare la magia per la proiezione di energia e mutare il proprio aspetto. Mangog è anche immortale e virtualmente indistruttibile, continuando ad esistere finché c'e una grande quantità di odio nel cosmo, ed è capace di assorbire l'odio dei suoi nemici per diventare ancora più forte.